# Jean-Paul Bignon
El abate Jean-Paul Bignon, Cong.Orat. , (París, 19 de septiembre de 1662 - Belle Île 14 de marzo de 1743) fue un eclesiástico francés, estadista, escritor y predicador y bibliotecario de Luis XIV de Francia. Su protegido, Joseph Pitton de Tournefort, nombró el género Bignonia en su honor en 1694.

## Biografía
Nacido en París, Bignon era nieto del abogado y estadista, Jérôme Bignon y, aunque más viejo, sobrino del conde Jérôme Phélypeaux. Realizó sus estudios primarios en la escuela de la famosa abadía de Port Royal en París y los continuó en el Collège d'Harcourt, tras lo cual entró en el Oratorio de París, y realizó estudios teológicos en el Seminario de Saint Magloire. En 1691 completó sus estudios y fue ordenado al sacerdocio. En 1693 fue nombrado abad comendador de San Quintín (Aisne), predicador del rey Luis y miembro de la Academia Francesa.
Bignon trabajó con su tío en la preparación de un nuevo reglamento para la Academia, que permitía ser miembro honorario, y que fue firmado por el rey en enero de 1699. Sin embargo, las nuevas normas fueron desestimadas por sus miembros. Este rechazo lo indignó hasta tal punto que se negó a asistir a sus reuniones desde entonces.
En 1699 fue nombrado miembro honorario de la Académie des sciences, de la que fue presidente en varias ocasiones y responsable de su reforma. En 1701 se convirtió en miembro de la  Real Academia de inscripciones y medallas, de la cual fue secretario desde 1706 hasta 1742. Entre 1705 y 1714, formó parte del consejo editorial del Journal des savants, que asumió con Pierre Desfontaines en 1724. Ayudó a lanzar la larga escritura de los libros de la "Description des Arts et Métiers".
En 1718, fue nombrado maestro de la librería y guardia de la Biblioteca del rey (actual  Biblioteca Nacional de Francia) que era en ese momento la biblioteca más grande de Europa. El tamaño de sus colecciones había aumentado, de manera que los bibliotecarios ya no podían contar solo con su memoria para encontrar un título, Bignon clasificó las 23 categorías establecidas en 1670 por su predecesor, Nicolas Clément, cinco departamentos: impresión, manuscritos. Títulos y genealogías, grabados, medallas. Creó un cuerpo de "guardias" o curadores y organizó el depósito legal, adquisiciones, catálogos y préstamos. Gracias a su gran red de corresponsales y visitantes extranjeros, se esforzó por enriquecer la colección de la biblioteca al ordenar libros y publicaciones periódicas de toda Europa. También bajo su dirección, la Biblioteca del Rey se puso por primera vez a disposición del público, un día a la semana, durante tres horas.
Según las medidas que había dispuesto, el cargo de bibliotecario estuvo, después de él, ocupado por su sobrino y su sobrino nieto. Jean-Paul Bignon tuvo una educación inmensa; su fama como predicador se ejemplifica con dos panegíricos completamente diferentes que dio en el mismo día, para el día de la fiesta de San Luis IX. Sus panegíricos y sermones no están impresos.

## Obra
Bignon también contribuyó a la Médailles du Regne de Louis-le-Grand, Sacre de Louis XV. De 1706 a 1714, presidió el comité de hombres de letras que editaron el Journal des sçavans, cargo que tomó de nuevo en 1724, con el Abate Pierre-François Guyot Desfontaines.

### Algunas publicaciones
- Vie de François Lêvesque, prêtre de l'Oratoire, 1684, in-12 ;
- Les Aventures d'Abdulla, fils d'Hanif, Paris, 1712-1714 ; la Haye, 1715 ; Paris, 1725 ; ibid., 1743 ; la Haye et Paris, 1775, 2 v. in-12. L'auteur, qui avait publié cet ouvrage sous le nom de Sandisson, le laissa imparfait. Colson, l'un des auteurs de l'Histoire de la Chine, qui en donna une nouvelle édition en v. in-12, l'acheva. Le second volume de cette édition est presque entièrement neuf. On trouve un autre dénouement, et qui paraît être de M. de Pauliny, dans la Bibliothèque des Romans, enero de 1778.